# Suyima Gʻaniyeva
 (novembre 2023).
Suyima G'aniyeva, née le 20 février 1932 à Tachkent et morte dans la même ville le 1er septembre 2018, est une érudite littéraire soviétique et ouzbèke, une professeure et une Héroïne de l'Ouzbékistan (2015).
Elle a particulièrement travaillé sur l'œuvre d'Alicher Navoï.

## Biographie

### Jeunesse et éducation
Suyima Gʻaniyeva naît à Tachkent au sein d'une famille d'ouvriers. Elle s'intéresse à l'étude de la littérature classique ouzbèke. G'anieva obtient son diplôme de la Faculté des études orientales de l'université nationale d'Ouzbékistan (1952) et poursuit des études de troisième cycle à l'université d'État de Leningrad (1953-1956). En 1956, G'anieva défend sa thèse sur l'œuvre d'Alicher Navoï.

### Carrière
Depuis 1956, Gʻaniyeva est chercheuse junior à l'Institut de langue et de littérature de l'Académie des sciences d'Ouzbékistan. Par la suite, elle occupe le poste de secrétaire scientifique de l'Institut de langue et de littérature de l'Académie des sciences d'Ouzbékistan, de responsable de chaire au Conservatoire d'État de Tachkent, et de professeure à l'Institut d'études orientales de l'État de Tachkent.
Gʻaniyeva découvre et publie l'œuvre de Munojot d'Alicher Navoï, qui est restée inconnue de la science pendant de nombreuses années.
Gʻaniyeva est l'autrice de recherches fondamentales sur la littérature classique ouzbèke et son rôle dans la culture mondiale. Elle a également écrit 14 monographies, plus de 350 articles scientifiques et théoriques, ainsi que de plus de 20 manuels pédagogiques.

## Publications
- Vie et œuvre d'Alicher Navoï
- Les idées de l'humanisme dans l'œuvre d'Alisher Navoï
- Motifs de noblesse chez les gazelles de Navoï
- Testament de Navoï
- Autographe de Navoï

## Récompenses et distinctions
Gʻaniyeva est lauréate du Prix d'État de la République d'Ouzbékistan et a été décorée des ordres « El-yurt khurmati » (1999) et de l'Ordre du Mérite Exceptionnel (2008). En 2015, elle se voit décerner le titre de Héros de l'Ouzbékistan. 
Le film documentaire The Way est dédié au travail scientifique et à la vie créative de Suyima Gʻaniyeva.